# Fernand Pelez
Fernand Pelez (Ferdinand Emmanuel Pelez de Cordova, født 18. januar 1848 i Paris; død 7. august 1913 i Paris) var en fransk maler; hans far var illustrator. Pelez voksede op i Quartier des Batignolles i 17. arrondissement.
Efter studietiden på École des Beaux-Arts fik Pelez atelier på Montmartre og begyndte at skildre figurer fra arbejderklassens Paris, tiggere, klovne og akrobater, unge dansere fra Operaen, kvinder og børn. Han var i sit arbejde inspireret af de spanske malere Diego Velázquez (1599-1660) og Bartolomé Esteban Murillo (1616-82)
| - Værker af Fernand Pelez - Sovende vaskekone, ca. 1880 La lavandaia addormentata - Hjemløs,1883 Sans asile - Dreng sælger violer Ca. 1885 Il piccolo venditore di violette - Den lille citronsælger, 1895-97 Le petit Marchand de citrons - La Vachalcade, 1896 - Pas på her er den rabiate ko, 1897 Gare voilà la Vache enragée - Lille tigger Il piccolo mendicante - Kapellet - De forældreløse Ca. 1901 La chapelle - Les orphelines - Dansepigerne, 1905-09 Les Danseuses - De små dansere, 1911-13 Les Petites Figurantes |
| - Grimasser og elendighed. Akrobaterne, 1888 Grimaces et Misères. Les Saltimbanques, 261x688 cm |